# Seznam českých katolických diecézí

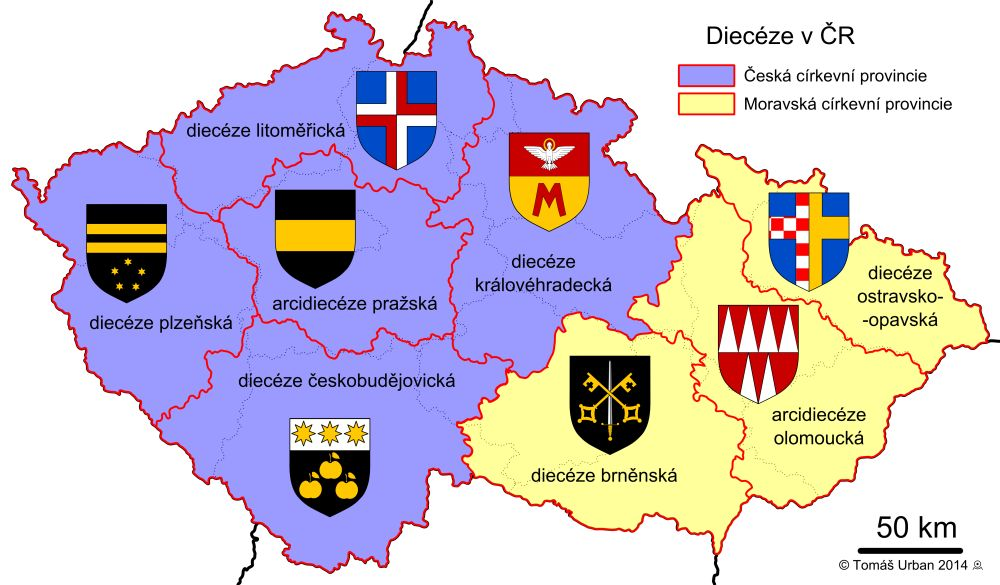
Diecéze v Česku

Česká republika sestává ze dvou církevních provincií, české a moravské, a z osmi diecézí. Každá diecéze se jmenuje podle svého hlavního města, v němž se nachází jeho katedrála, sídlo biskupa.

## Seznam diecézí
| Církevní provincie | Diecéze                   | Zřízena                           | Rozloha    | Děkanáty/ vikariáty | Farnosti | Hlavní patron       | Sídlo            | Katedrála                                                                           |
| ------------------ | ------------------------- | --------------------------------- | ---------- | ------------------- | -------- | ------------------- | ---------------- | ----------------------------------------------------------------------------------- |
| česká              | arcidiecéze pražská       | 973 (diecéze) 1344 (arcidiecéze)  | 8 990 km²  | 14 vikariátů        | 140      | sv. Vít             | Praha            | katedrála sv. Víta, Václava a Vojtěcha                                              |
| česká              | diecéze litoměřická       | 1655                              | 9 640 km²  | 10 vikariátů        | 383      | sv. Zdislava        | Litoměřice       | katedrála sv. Štěpána                                                               |
| česká              | diecéze královéhradecká   | 1664                              | 12 270 km² | 14 vikariátů        | 265      | sv. Kliment         | Hradec Králové   | katedrála sv. Ducha                                                                 |
| česká              | diecéze českobudějovická  | 1785                              | 12 500 km² | 10 vikariátů        | 242      | sv. Mikuláš         | České Budějovice | katedrála sv. Mikuláše                                                              |
| česká              | diecéze plzeňská          | 1993                              | 9 236 km²  | 10 vikariátů        | 66       | bl. Hroznata        | Plzeň            | katedrála sv. Bartoloměje                                                           |
| moravská           | arcidiecéze olomoucká     | 1063 (diecéze) 1777 (arcidiecéze) | 10 018 km² | 21 děkanátů         | 418      | sv. Václav          | Olomouc          | katedrála sv. Václava                                                               |
| moravská           | diecéze brněnská          | 1777                              | 10 597 km² | 20 děkanství        | 445      | sv. Petr a Pavel    | Brno             | katedrála sv. Petra a Pavla                                                         |
| moravská           | diecéze ostravsko-opavská | 1996                              | 6 273 km²  | 11 děkanátů         | 276      | sv. Hedvika Slezská | Ostrava          | katedrála Božského Spasitele (Ostrava) konkatedrála Nanebevzetí Panny Marie (Opava) |

## Zaniklé diecéze
- diecéze litomyšlská (katedrála Panny Marie v Litomyšli; diecéze existovala od roku 1344 do 15. století; od roku 1973 jako titulární diecéze)

## Galerie

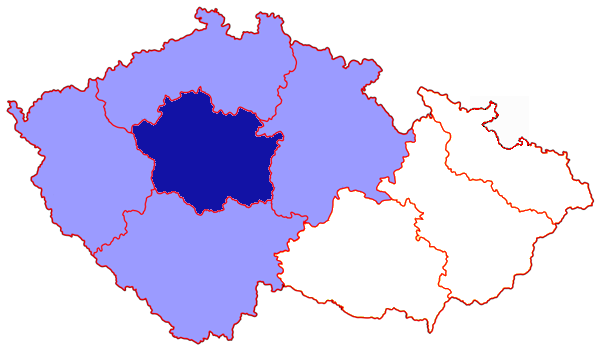
Arcidiecéze pražská
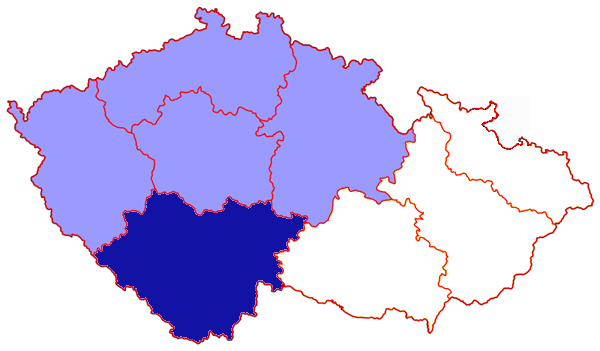
Diecéze českobudějovická
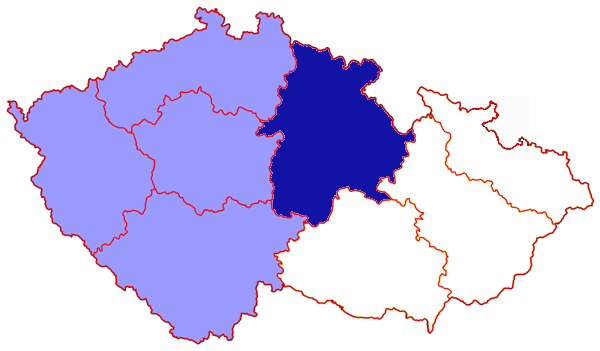
Diecéze královéhradecká
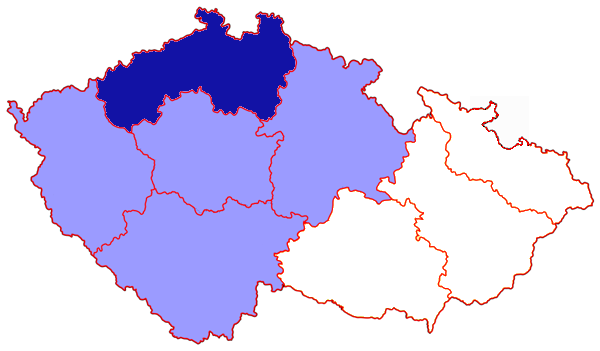
Diecéze litoměřická
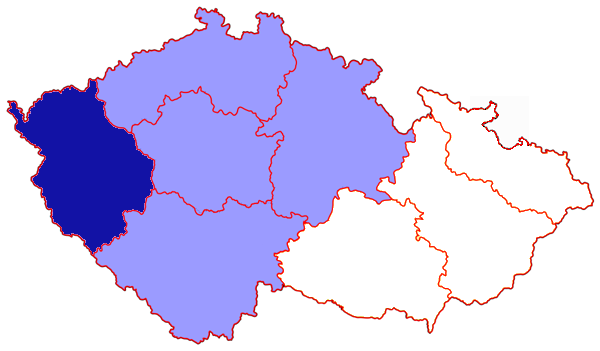
Diecéze plzeňská
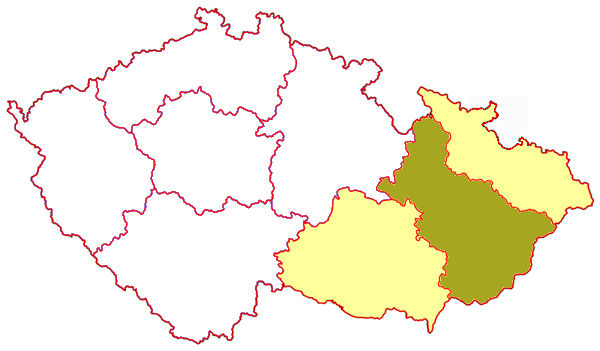
Arcidiecéze olomoucká
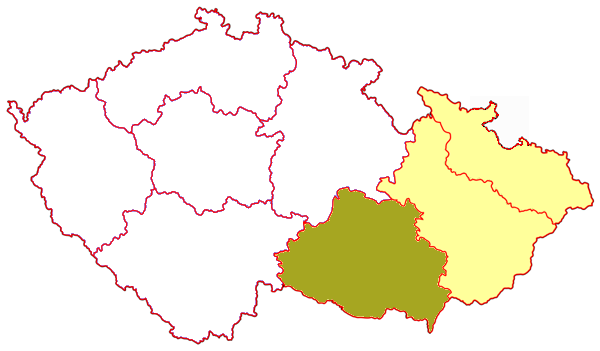
Diecéze brněnská
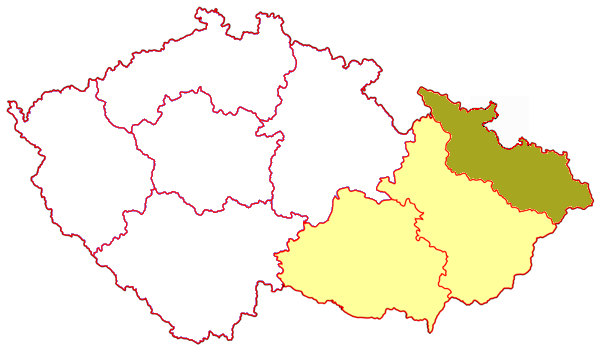
Diecéze ostravsko-opavská
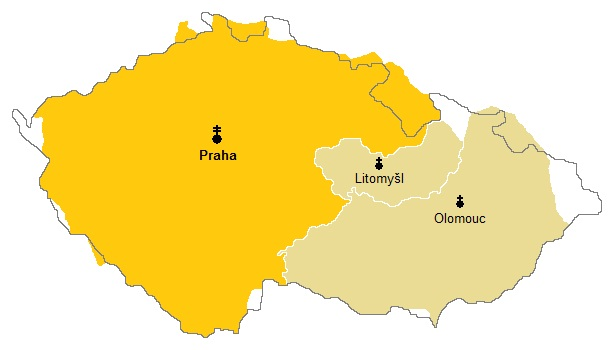
Církevní členění českých zemí do tří diecézí kolem roku 1400